# Belgische federale verkiezingen 2007/Kandidatenlijsten/LDD
Dit zijn de kandidatenlijsten van LDD voor de Belgische federale verkiezingen van 2007. De verkozenen staan vetgedrukt.

## Antwerpen

### Effectieven
1. Jurgen Verstrepen
2. Martine De Graef
3. Patrick Tersago
4. Conny de Gier
5. Jo Claeys
6. Bert Coekaerts
7. Barbara De Backer
8. Ann Huysecom
9. Dominic Van Heupen
10. Rob Van de Velde
11. Diana Vinck
12. Rudi Smits
13. Raymond Van Gaever
14. Martina Nagels
15. Helga Van Daele
16. Cis Dox
17. Annie De Schutter
18. Dominique Nédée
19. Jenny Louncke
20. Anita Verresen
21. Rudi Verdonck
22. Nico Van der Vieren
23. Miche Verheyen
24. Mimount Bousakla

### Opvolgers
1. Rob Van de Velde
2. Kathleen Laverge
3. Dirk Vanduffel
4. Johan Biesmans
5. Caroline Lenders
6. Dirk Vos
7. Ronald Symons
8. Dewi Draulans
9. Mireille Vanheerentals
10. Bart Bogaerts
11. Monica Raets
12. Demi Braet
13. Walter Mees

## Brussel-Halle-Vilvoorde

### Effectieven
1. Isabelle Van Laethem
2. Jurgen Vandenbranden
3. Aldo Moyens
4. Monique Moens
5. Bompa De Smet
6. Martine Vyncke
7. Theo Borremans
8. Tom Coen
9. Micheline Bogaerts
10. Babeth van Son
11. Philippe Speth
12. Danny Meeus
13. Jan Vandenbussche
14. Sofie Hemeleers
15. Ilse Verhoye
16. Frank Mertens
17. Nathalie Ramaut
18. Ruby Moyens
19. Christian De Cocker
20. Kathy Wyns
21. Christiana Haepers
22. Lode Leemans

### Opvolgers
1. Frederik Dericks
2. Christiana Haepers
3. Philippe Gevaert
4. Isabelle Van Laethem
5. Aldo Moyens
6. Martine Vyncke
7. Christophe Coppens
8. Micheline Bogaerts
9. Jurgen Vandenbranden
10. Geert Roosens
11. Kathy Wyns
12. Monique Moens

## Leuven

### Effectieven
1. Dirk Vijnck
2. Nathalie Albert
3. René Vervoort
4. Krystyna Van Eyndhoven
5. Daniël Sterckx
6. Gerarda Van De Vondel
7. Rob Van Eyck

### Opvolgers
1. Nathalie Albert
2. Mark Binon
3. Hilde De Coninck
4. Ivan Merckx
5. Micheline Depoorter
6. Dominique Stouten

## Limburg

### Effectieven
1. Marc Similon
2. Danielle Vanheusden
3. Ludo Lommers
4. Elena Sidorenco
5. Johan Mareels
6. Tilphonia Mwachome
7. Guido Nijs
8. Myriam Moeyersons
9. Jean-Pierre Wets
10. Evi Segers
11. Johan Kerkhofs
12. Brigitte Hellemans

### Opvolgers
1. Eric Crève
2. Ilona Kotyskova
3. Werner Vanheukelen
4. Leopoldine Lambert
5. Nico Vansimpsen
6. Brigitte Beeken
7. Ishak Yilmaz

## Oost-Vlaanderen

### Effectieven
1. Martine De Maght
2. Boudewijn Bouckaert
3. Walter Govaert
4. Inge Vanmoerbeke
5. Paul Schietekat
6. Sharon Colpaert
7. Rudy De Brandt
8. Jacqueline De Volder
9. Bruno Cheyns
10. Els Eykelberg
11. Kirsten Van den Eeckhout
12. Chantal De Meersman
13. Anja De Gols
14. Sandra Verdonck
15. Wim Toremans
16. Kathleen Limpens
17. Joost Hysselinckx
18. Jef Keymeulen
19. Mieke Van Tichelen
20. Eric Collier

### Opvolgers
1. Marnix Seels
2. Gina Van Peteghem
3. Jo Claus
4. Rita Rubbens
5. Marc Eggermont
6. Roos Deboel-Gabriel
7. Erik De Blander
8. Brigitte Van de Velde
9. Luc De Pesseroey
10. Inge Philips
11. Philippe Brantegem

## West-Vlaanderen

### Effectieven
1. Jean-Marie Dedecker
2. Ulla Werbrouck
3. Ronny Aernoudt
4. Marc Wackenier
5. Jeannine Goeman
6. Michèle Wouters
7. Ernie Demuysere
8. Marijke Allaert-Vande Velde
9. Roger Himpe
10. Chantal Casteleyn
11. Yves Muylle
12. Chantal Van Ginderachter
13. Greta Meirhaeghe
14. Jean-Marie Belhadi
15. Christel Maes
16. Oscar Deprez

### Opvolgers
1. Paul Vanhie
2. Tine Mainil
3. Henk Dierendonck
4. Carine Montens-Maes
5. Henk Vandenbussche
6. Jacqueline Vanspranghe-Deschryvere
7. Diego Dupont
8. Viviane Vanden Berghe
9. Tony Coorevits

## Senaat

### Effectieven
1. Lieve Van Ermen
2. Eric Eraly
3. Steven Everaert
4. Martine Verbist
5. Sylvain Engelen
6. Rosinka Vandewalle
7. Rudi De Laet
8. Lieve Van Gompel
9. Fabrice Morreau
10. Caroline Moereels
11. Luc Vervliet
12. Sally Van Den Bergh
13. Eric Nonneman
14. Mieke Helsen
15. Gilbert Vanhuffel
16. Isabelle Van Cleven
17. Luc Scheers
18. Farah Vansteenbrugge
19. Filip Decroix
20. Micheline De Cock
21. Alex Raymaekers
22. Kathy De Wilde
23. Jean-Marie Valckeneers
24. Nancy Debruyne
25. Patrick Delen

### Opvolgers
1. Tony Van Heuverswyn
2. Christine Melkebeek
3. Youri Bultynck
4. Tilly Sinac
5. Franky Devooght
6. Rosan Steenhout
7. Mia Corten
8. Madeleine Vennix
9. Geert François
10. Natalia Grznarova
11. Gregory Hardeman
12. Annie Franken-Pintelon
13. Johan Bleyen
14. Yvan Broux